# Federico D'Elía
Federico D'Elía (La Plata, provincia de Buenos Aires; 4 de octubre de 1966) es un actor y productor de cine y televisión argentino. Es hijo del actor Jorge D'Elía y reconocido hincha del Club Estudiantes de La Plata.

## Filmografía

### Cine
| Año  | Título                              | Papel                  | Dirección              |
| ---- | ----------------------------------- | ---------------------- | ---------------------- |
| 1989 | Apartment Zero                      | Chico en el Café       | Martin Donovan         |
| 1993 | Tango feroz: la leyenda de Tanguito | Willy                  | Marcelo Piñeyro        |
| 1995 | Caballos salvajes                   | Anunciador de radio #2 | Marcelo Piñeyro        |
| 1998 | Fuga de cerebros                    | Sentani                | Fernando Musa          |
| 1998 | El desvío                           | Eduardo                | Horacio Maldonado      |
| 1998 | Punto muerto (cortometraje)         |                        | Damián Szifron         |
| 1999 | Héroes y demonios                   | Sergio                 | Horacio Maldonado      |
| 2005 | Solo un ángel                       | Futuro esposo          | Horacio Maldonado      |
| 2008 | Gigantes de Valdés                  | Tomás Bullrich         | Alejandro Tossenberger |
| 2008 | Madre (cortometraje)                | Javier                 | Juan Pablo Laplace     |
| 2012 | Errata                              | James                  | Iván Vescovo           |
| 2015 | Eber Ludueña y el puntapié final    | Mario Santos           | Damián Leibovich       |
| 2017 | El fútbol o yo                      | Juan                   | Marcos Carnevale       |

### Televisión
| Año       | Título                               | Papel                          | Notas                               |
| --------- | ------------------------------------ | ------------------------------ | ----------------------------------- |
| 1986      | Yo fui testigo                       |                                |                                     |
| 1987      | Tiempo cumplido                      | El Alemán                      |                                     |
| 1987-1990 | Clave de sol                         | Gustavo                        |                                     |
| 1991      | ¡Grande, pa!                         | Veterinario                    |                                     |
| 1993      | Casi todo, casi nada                 | Mariano                        |                                     |
| 1995-1997 | Poliladron                           | Roberto «Chino» Cubasca        |                                     |
| 1997      | Carola Casini                        | Luis Lozzí                     |                                     |
| 1998      | Verdad consecuencia                  |                                |                                     |
| 1999      | Por el nombre de Dios                | Damián Ventura                 |                                     |
| 1999      | Verano del 98                        | Alejandro Molina               |                                     |
| 2000-2001 | Campeones de la vida                 | Bruno 'Ray Gun Baxter' Guevara |                                     |
| 2001      | Provócame                            | Mariano Linares                |                                     |
| 2002      | El precio del poder                  | Víctor                         |                                     |
| 2002      | Tiempo final                         |                                | Episodio: «La poseída»              |
| 2002-2004 | Los simuladores                      | Mario Santos                   |                                     |
| 2003      | Rebelde Way                          | Matías Miranda                 |                                     |
| 2004-2005 | Los secretos de papá                 | Antonio «Tony»                 |                                     |
| 2005      | Botines                              | Lorenzo                        | Episodio: «Feliz año nuevo mi amor» |
| 2005-2006 | 1/2 falta                            | Remo Zampardi                  |                                     |
| 2006      | Los simuladores                      | Mario Santos                   |                                     |
| 2007      | Reparaciones                         | Benito                         | Especial de la Fundación Huésped    |
| 2008-2009 | Socias                               | Federico Ibáñez                |                                     |
| 2009      | Dromo                                | Varios                         |                                     |
| 2010      | Caín y Abel                          | Alfredo Rincón                 |                                     |
| 2011      | El rastro                            | Iván Molina                    |                                     |
| 2012      | Volver a nacer                       | Sebastián Monteagudo           |                                     |
| 2012      | La dueña                             | Hernán Pont Verges             |                                     |
| 2012-2013 | Mi amor, mi amor                     | Mauro Sabella                  |                                     |
| 2013      | Historia clínica                     | Ezequiel Martínez Estrada      | Episodio: «Horacio Quiroga»         |
| 2013-2014 | Señales                              | Nicolás Pertichelli            |                                     |
| 2015      | La casa del mar                      | Javier Peralta                 |                                     |
| 2015-2016 | Esperanza mía                        | Jorge Correa                   |                                     |
| 2018      | Pasado de copas: Drunk History       | José de San Martín             |                                     |
| 2019-2021 | El mundo de Mateo                    | Carlos Gagliardi               |                                     |
| 2021      | Victoria, psicóloga vengadora        | Enzo                           | Episodio: «Patricia B.»             |
| 2021      | Maradona, sueño bendito              | Fernando Signorini             |                                     |
| 2023      | Argentina, tierra de amor y venganza | Rafael Machado                 |                                     |
| 2024      | Un león en el bosque                 | Franco Montero                 |                                     |
| 2025      | Camaleón, el pasado no cambia        | Jorge Gilabert                 |                                     |

## Teatro
| Año       | Título                           |
| --------- | -------------------------------- |
| 1985      | El organito                      |
| 1988      | Las equivocaciones de la comedia |
| 1989      | Alan en Vulcania                 |
| 1992-1994 | Cyrano                           |
| 1994      | El enemigo de la clase           |
| 1998      | Ha llegado un inspector          |
| 2004      | De guante blanco                 |
| 2010-2011 | Todos eran mis hijos             |
| 2014-2015 | Le prénom                        |
| 2017-2019 | Sugar                            |
| 2025      | El jefe del jefe                 |